# 峰岸慎一
峰岸 慎一（みねぎし しんいち、1937年〈昭和12年〉8月28日 - ）は、日本の実業家、放送作家。文化放送代表取締役社長、社団法人音楽事業者協会専務理事を務めた。
兄はフルート奏者で桐朋学園大学名誉教授、新日本フィルハーモニー交響楽団名誉首席フルートの峰岸壮一。弟は元横浜ベイスターズ球団代表取締役社長、元TBSテレビプロデューサーの峰岸進。

## 経歴
- 1937年 - 東京府生まれ。
- 1960年 - 慶應義塾幼稚舎から慶應義塾に通い、慶應義塾大学経済学部卒業後、文化放送入社。プロデューサー、事業部次長、編成部長、編成局次長、同局長を務めた。
- 1987年 - 取締役。
- 1988年 - 常務。
- 1990年 - 専務。
- 1992年 - 社長[2]。
- 1997年 - フジテレビジョン役員。
- 2012年 - 春の叙勲で旭日中綬章受章[3]。